# 非常遭遇

《非常遭遇》皇冠出版社封面

《非常遭遇》是倪匡筆下的作品之一，在衛斯理系列編號第127。倪匡於2001年底至翌年1月編寫該小說。

### 故事內容
1920年代，中國正於軍閥混戰當中，中國南方的江湖大人物陳老樁，被當地軍閥領袖邀請單人趁宴以解決彼此間之糾紛。陳老樁深知此回九死一生，但認為自己不應約更會惹怒軍閥，故決定赴約。宴會前一晚，萬分緊張的陳老樁在睡夢中，夢見一位老者對他說，明天會有一位「鐵拐五路元帥」出現，並為他解圍。老者並說陳老樁只要看見那人的左臉，就會知道「鐵拐五路元帥」是誰，而那人將來會因斷了右腿而會用拐杖。
對於此夢，陳老樁不明所意。翌日，他就駕車出門赴宴。途中，突然有一位十來歲的少年人衝出馬路，被他的車撞倒。當陳老樁回頭一看時，卻發現該少年人右腿斷了，而且左臉上有一個清楚留下五指的掌痕。陳老樁本來想不理那少年人繼續前去赴宴，但忽然憶起夢中老人的話，於是將少年人送到醫院，並等到黃昏才離開。
陳老深知自己遲了赴宴，就等於和軍閥領袖真正的反目，軍閥領袖一定會派人上門幹掉他。因此，陳老樁沒有赴宴，駕車返回家中等候死亡，卻意外的發現自己家門聚滿自己手下，而且他們一一為陳老樁的歸來慶祝。原來，軍閥領袖幾個手下當日串同謀反，與領袖交火，混亂中軍閥領袖失縱，而新領袖希望得到陳老樁幫助處理江湖秩序。後來陳老樁得知，軍閥領袖早計劃在陳老樁赴宴途中將他幹掉，但因陳老樁途中救了那少年往醫院，沒有行經埋伏地點而逃過一劫。陳老樁後來得知這少年名叫伍路元，當日伍路元好賭的父親拿了家中買米的錢去賭檔賭錢，伍路元走去賭檔請求父親不要再賭，被父親掌摑，伍路元情緒激動地離開並衝出馬路，剛好被陳老樁的車撞傷。陳老樁認定伍路元就是夢中老者告訴他的救命恩人「鐵拐五路元帥」。此後，陳老樁對伍路元加以培訓，最終令伍路元成為陳老樁的左右手，陳老樁甚至安排伍路元成為幫會繼任人。不過陳老樁直到臨終前，才把當年那個夢告訴伍路元。陳老樁死後，本來繼承幫會老大的伍路元眼見時局將變，決定只取幫會十分一財產，退出江湖，之後不知去向。
五十多年後（2000年代），香港舉行一場國際經濟會議。衛斯理忽然收到外交部通知，有一位太平洋島國的經濟部長有意和他見面。衛斯理和白素均認為部長只是對二人的事蹟有興趣而要求晉見，因而不加理會。幾天後，衛斯理家中有一輛車出現，正是那經濟部長的汽車。無奈之下，衛斯理唯有請部長與他們會面。然而，部長並非主角，主角是部長的祖父，一位八十多歲的長者，正是伍路元。
伍路元來到衛斯理府上後，告訴衛斯理夫婦他與陳老樁的故事，以及他離開幫會後的去向。原來伍路元在陳老樁逝世後，周遊列國，以尋求一個世外桃源隱居。某天，伍路元來到那太平洋島國，當時那島國仍是法國殖民地。不幸地，那時這島正發生革命，以圖推翻法國的統治。伍路元本來打算離開這島。不料，當他正計劃離開之前一晚，有人進入他酒店房間求助，而此人正是革命領袖古勒勒。古勒勒告訴伍路元，他一直被法國軍隊追捕，但之前一晚夢見有位老者要他進入酒店的233號房，一切就能化險為夷，而伍路元的房間正是233號。對此，伍路元感到十分奇怪，但因此可能惹禍上身。幾分鐘後，一批法國軍人進入酒店搜查，伍路元叫古勒勒躲進浴室。當軍人到達233號房並破門而入，打算進入浴室搜查之際，當地最高統帥將軍沙利文抵達，原來沙利文以前在上海法租界擔任過警官，與當時在租界打滾的伍路元是老朋友，而且伍路元曾救過沙利文一命。沙利文看到老朋友伍路元，與他聚舊，並下令不要搜查伍路元的房間，因此古勒勒能避過搜捕，後來革命成功古勒勒更成為該島國首任總統。其後，古勒勒視伍路元為恩人，更請他留在島上協助建設，伍路元之後更和古勒勒的妹妹結婚，且從中協助古勒勒執政，成為島國有實無名的當權者。
伍路元的這兩件遭遇，都涉及當事人在危難時所發的夢，令伍路元剛巧成為他們的救命恩人。對此伍路元感到莫名其妙，因此找衛斯理和白素。但當衛斯理表示對此事毫無頭緒，伍路元十分失望打算離開，白素則表示會在三天內交出他們的想法。衛斯理和白素之後討論此事，認為伍路元雖並非造夢者，但這兩個夢亦改變了他的命運，令他有更好的生活，故認為夢中的老者有預知和操控未來的能力，而這兩個夢已是陳年舊事，伍路元突然找衛斯理夫婦談及舊事，一定是最近有發生了與此夢有關的事。
三日後，伍路元與孫子上門，衛斯理把他們的想法告訴伍路元，伍路元認同，並表示最近有人告之出現第三個相同的夢境，希望伍路元去打救他，但正當伍路元想說出第三個夢的內容時，在身旁的孫子—島國的經濟部長大為反對，並要求詢問「王主任」的意見，以至伍路元未有向衛斯理夫婦透露第三個夢內容。事後，伍路元和經濟部長宣稱一切都迎刃而解，決定不需要衛斯理夫婦協助。
對於他們的行為，衛斯理夫婦覺得不被尊重，亦認為部長有不可告人之處，而在背後操弄的「王主任」亦不知何人。衛斯理託小郭調查「王主任」的身份，毫無收穫。後來，白素在國際新聞報導中，發現列強正於伍路元的島國競爭開採放射性元素，作為島國最終掌權者的伍路元，卻反對為短期經濟利益而引入外國勢力。衛斯理因此認為部長有可能會因為政治利益而與聯同「王主任」想謀害伍路元，但後來他們可能考慮到若伍路元突然離世，島國可能出現政治混亂，與外國合作的計劃更不可實行，故此放棄了這念頭。最終，白素和衛斯理估計一早得知伍路元早年奇遇的部長，和「王主任」合謀杜撰出第三個夢，找一個判了死刑的貪官，謊稱他在夢中得老者指示，要伍路元拯救，目的是使伍路元支持和外國合作開發，以換取那死囚的生命，否則伍路元的家族亦會遭劫難。最後該島國願意引入外國資本開發，那死囚亦獲特赦，其實都是「王主任」精心安排的佈局。
最後一封王主任(王蓮)來信證實了這個設想，第三個夢是人為利用伍路元信夢的人生經歷長期精密策畫偽造，然而他早年兩次的與夢有關的經歷卻依然是謎，只能推測是一種神秘力量所為。

## 相關人物
- 衛斯理

書中主角，他一直協助伍路元解開成夢的成因。最後，他認為部長刻意不把第三個夢告訴他和白素是因為避免他人看到夢的矛盾之處而被洞悉他和「王主任」的計劃。
- 白素

衛斯理太太，她對於部長要求會見的事比較有興趣，從而發現島國發現了放射性元素，引起各國之爭，也使衛斯理了解到部長和「王主任」合謀令伍路元更改念頭的陰謀。
- 伍路元

出生於民國時代的貧困家庭，父親染上賭癮，母親多病。後來被陳老樁提拔成材。為人好學勤奮的他在未被陳老發現時一直躲在小學中偷聽老師授課，後來被陳老發掘時又努力學習，成為了陳老的得力助手。
最後，伍路元看透幫會將會成為歷史因此退出江湖，並到了太平洋島國生活。在島國中成為了古勒勒的左右手。
- 陳老樁

江湖老人物，地位崇高，人稱他為「陳老樁」，只有白老大才有資格稱他為「老石臼」。他曾因為伍路元的關係而使他逃過一生之中最危險的鬼門關，因而對伍路元加以器重。
- 沙利文

法租界警察，但並無意伸張正義，一直維護伍路元，引發伍路元的對手佈下殺機，幸被伍路元所救。自此後二人結成兄弟，後來沙利文不斷升職，成為將軍。最後他在島國中，無意間間接救了古勒勒。
- 「王主任」

未知其真正身份(於《一個地方》中，倪匡表示此人為王蓮)，只知是一位四十來歲的女特務，她和部長合作取得島國的放射性元素。

## 資料來源
以下內容以香港勤+緣出版社作準：
1. ↑  非常遭遇 – 第一部 – P.3-20
2. ↑  非常遭遇 – 第二部 – P.21-32
3. ↑  非常遭遇 – 第二部 – P.34-36
4. ↑  非常遭遇 – 第三部 – P.48-54
5. ↑  非常遭遇 – 第四部 – P.63-82
6. ↑  非常遭遇 – 第五部 – P.83-101
7. ↑  非常遭遇 – 第六部 – P.106-121
8. ↑  非常遭遇 – 第七部 – P.137-142
9. ↑  非常遭遇 – 第八部 – P.157-163
10. ↑  非常遭遇 – 第九部 – P.181-184
11. ↑  非常遭遇 – 第十部 – P.193-197
12. ↑  一個地方 - 第一部份 - P.6-8

| 前任者： 126 身外化身 | 衛斯理系列（按編號） 127 | 繼任者： 128 一個地方 |